# Rheydter Höhe
Die Rheydter Höhe ist ein Trümmerberg im Mönchengladbacher Stadtteil Pongs, Stadtbezirk Süd. Im Volksmund wird die Erhebung als „Monte Clamotte“, „Monte Scherbelino“ oder „Rheydter Müllberg“ bezeichnet. Das Plateau des Hügels stellt mit 133 m ü. NHN den höchsten Punkt des Stadtgebiets dar. Mit einer Höhe von 64 m von Fuß bis Gipfel ist er der höchste Trümmerberg Deutschlands. Durch seine exponierte Lage ist der Berg noch vom Rande des Bergischen Landes aus sichtbar.
Die Rheydter Höhe entstand 1945 aus Trümmern, die die Bombardierung der Städte Mönchengladbach und Rheydt hinterlassen hatte. Durch die Bombardierung wurden 65 Prozent der beiden Stadtgebiete zerstört. In den 1950er Jahren deponierte man große Mengen Hausmüll auf dem Trümmerberg. Um das Wachstum von Pflanzen und Bäumen zu ermöglichen, fügte man eine rund ein bis zwei Meter hohe Humusschicht auf den Hausmüll. Dies hatte in den 1990er Jahren die Folge, dass Giftgasemissionen aus den Trümmern traten, von denen heute nichts mehr zu bemerken ist. Allerdings kann man etwa 30 Meter vor der Hochebene, dem Aussichtsplateau, vereinzelt Stücke von Plastiktüten an den Serpentinenwänden erkennen, die mit der Zeit vom Regen freigespült wurden.
Am nördlichen Fuß des Trümmerbergs befinden sich ein Wasserspielplatz, ein Weiher sowie der Rheydter Stadtwald mit Grillplätzen, Minigolf, einem Café sowie Möglichkeiten für andere Aktivitäten.
Die Dahlener Straße (eine der Hauptverkehrsstraßen der Stadt; sie verbindet Rheydt mit Rheindahlen) und die A 61 laufen südlich beziehungsweise westlich an der Rheydter Höhe vorbei.